# Teleteatro
Il teleteatro, o teatro televisivo, è il teatro che usa la televisione come strumento di diffusione. Rispetto al rapporto tra testo teatrale e resa televisiva, il teleteatro ha passato essenzialmente tre fasi: la trasmissione, la traduzione, l'adattamento. In un primo tempo ci si limitava a riprendere con le telecamere uno spettacolo teatrale durante il suo svolgimento, con assoluto rispetto del tempo teatrale, affiancando, solo ad una regia teatrale, una regia televisiva con compiti limitati alla scelta delle inquadrature delle varie telecamere.
Si parla, invece, di traduzioni televisive quando la messa in scena di un testo teatrale negli studi televisivi ha l'obiettivo di sfruttare al massimo le diverse potenzialità del mezzo televisivo.
Si parla, infine di adattamento quando si cerca di trasferire in un'autonoma rappresentazione televisiva la carica di pathos e di drammaticità possedute da un testo teatrale.
Inoltre si parla di videoteatro quando si tratta di azioni teatrali o performance realizzate specificamente per il linguaggio audiovisivo (vedi lavori videoteatrali di Motus, Fanny & Alexander, Masque Teatro, Teatro delle Albe, Kinkaleri etc.).

## Storia

### Il teleteatro in Italia negli anni cinquanta e sessanta
In Italia il sorgere della televisione coincide con il sorgere del teleteatro: la prima trasmissione in assoluto, andata in onda alle ore 21.45 del 3 gennaio 1954, fu l'atto unico di Carlo Goldoni L'Osteria della Posta, per la regia di Franco Enriquez e con Isa Barzizza nei panni della protagonista.
Ma ancor prima tra le trasmissioni sperimentali si annoverano il 12 aprile del 1952 Il Candeliere di Alfred de Musset e pochi giorni dopo I rusteghi di Carlo Goldoni. In quegli anni la RAI aveva impresso alla programmazione televisiva uno spiccato intento pedagogico ed educativo relegando l'intrattenimento ad un ruolo marginale.
Direttore della programmazione era Sergio Pugliese, stimato drammaturgo egli stesso. Per il notevole prestigio di cui godeva allora il teatro, si riteneva normale un'assidua frequenza di spettacoli teatrali, sulla scia, del resto, di esperienze estere, particolarmente francesi. Gli spettacoli erano trasmessi regolarmente il venerdì sul I Canale e il martedì sul II Canale. Vi presero parte i maggiori attori teatrali dello scorso secolo, da Vittorio Gassman a Giorgio Albertazzi, da Enrico Maria Salerno a Salvo Randone, da Tino Buazzelli a Sarah Ferrati, da Paolo Stoppa a Lilla Brignone.
Fino agli anni sessanta le trasmissioni erano rigorosamente in diretta. Solo successivamente, con l'invenzione della videoregistrazione su nastro magnetico, si passò alla trasmissione di rappresentazioni registrate precedentemente. Dopo molti anni si è affermata l'esigenza di conservare ordinatamente le registrazioni, ad esempio nelle Teche Rai.
Le statistiche ufficiali stimano per il 1954 46 opere teatrali realizzate in studio e solo 3 in esterni da teatri: tale rapporto si mantiene anche negli anni successivi. Ad esempio nel 1963 si hanno 96 allestimenti negli studi e solo 3 in teatri esterni.
Un fattore socio-culturale di estrema importanza che si attribuisce al teleteatro dei primi anni è stato quello di diffondere non solo la cultura italiana nei settori della popolazione con scarse possibilità di studio o, materialmente, di reperimento di testi, ma anche quello di aver contribuito ad unificare linguisticamente l'Italia, uno dei paesi con maggiore diversificazione di lingue sul proprio territorio. In particolare  hanno avvicinato alla drammaturgia chi, abitando in piccoli centri, non poteva recarsi a teatro.

## Filoni di teleteatro

### Il teatro di Eduardo
Uno dei primi filoni ad affermarsi fu il teatro di Eduardo De Filippo (la ricca produzione fu fra le primissime raccolte in cassetta VHS):
- Teatro in diretta (1955-56)
- Sei telefilm da sei atti unici (1956)
- Teatro in diretta (1959)
- Il teatro di Eduardo. Primo ciclo (1962)
- Un teleromanzo (1963)
- Il teatro di Eduardo. Secondo ciclo (1964)
- Il ciclo scarpettiano (1975)
- Il teatro di Eduardo. Terzo ciclo (1975-1976)
- Il teatro di Eduardo. Quarto ciclo (1977-1981)
- Serata d'onore (1978)
- Lirica in TV (1959, 1977, 1984)

### Gilberto Govi
L'attore genovese Gilberto Govi, non fece realmente neppure a tempo ad avere un rapporto approfondito con il mezzo televisivo, nato da pochi anni quando Govi stava ormai avviandosi verso la parte finale della carriera; il piccolo schermo, tuttavia, gli consentì - grazie alla registrazione dal vivo di alcuni spettacoli - di farsi conoscere dal grande pubblico e dalle generazioni successive.
Oggi è ancora possibile vedere sei commedie rappresentate in televisione, salvate dalla distruzione in maniera rocambolesca negli anni settanta da un impiegato collezionista appassionato di teatro e proposte da Vito Molinari e Mauro Manciotti nel 1979 nella trasmissione di Rai 3 a lui dedicata "Tutto Govi".
Si tratta di sei delle quattordici commedie registrate dalla RAI.

### Il ciclo goldoniano
Rai Teche ha riesumato, nel novembre 2006 alcuni capolavori goldoniani:
- Arlecchino servitore di due padroni (1954),
- Arlecchino servitore di due padroni (1993),
- I due gemelli veneziani
- La bottega del caffè
- La locandiera
- Sior Todero brontolon
- Le baruffe chiozzotte